# Maxus EV30
Maxus EV30 – elektryczny samochód dostawczy typu furgon klasy średniej produkowany pod chińską marką Maxus od 2019 roku.

## Historia i opis modelu

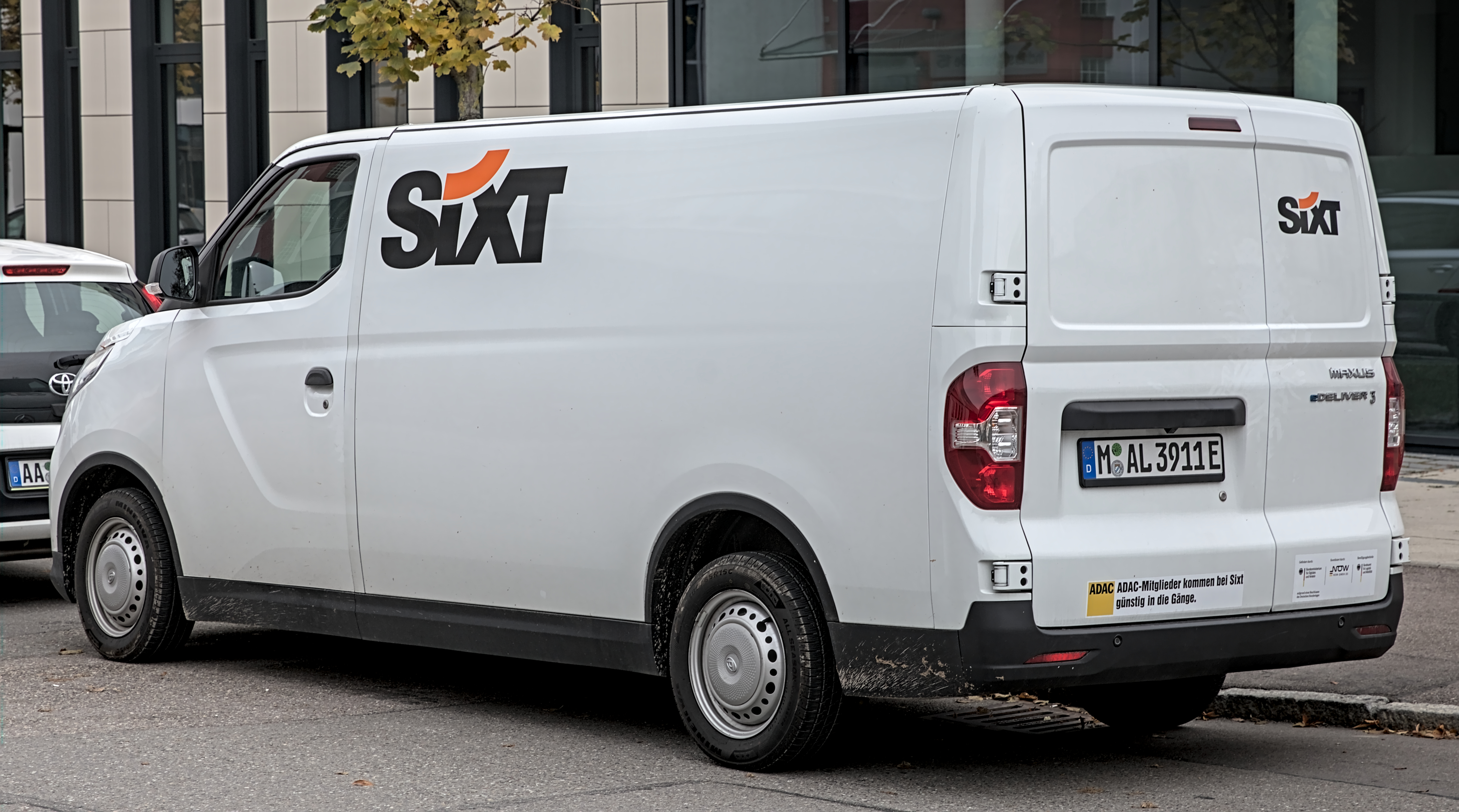
europejski Maxus eDeliver 3 - tył

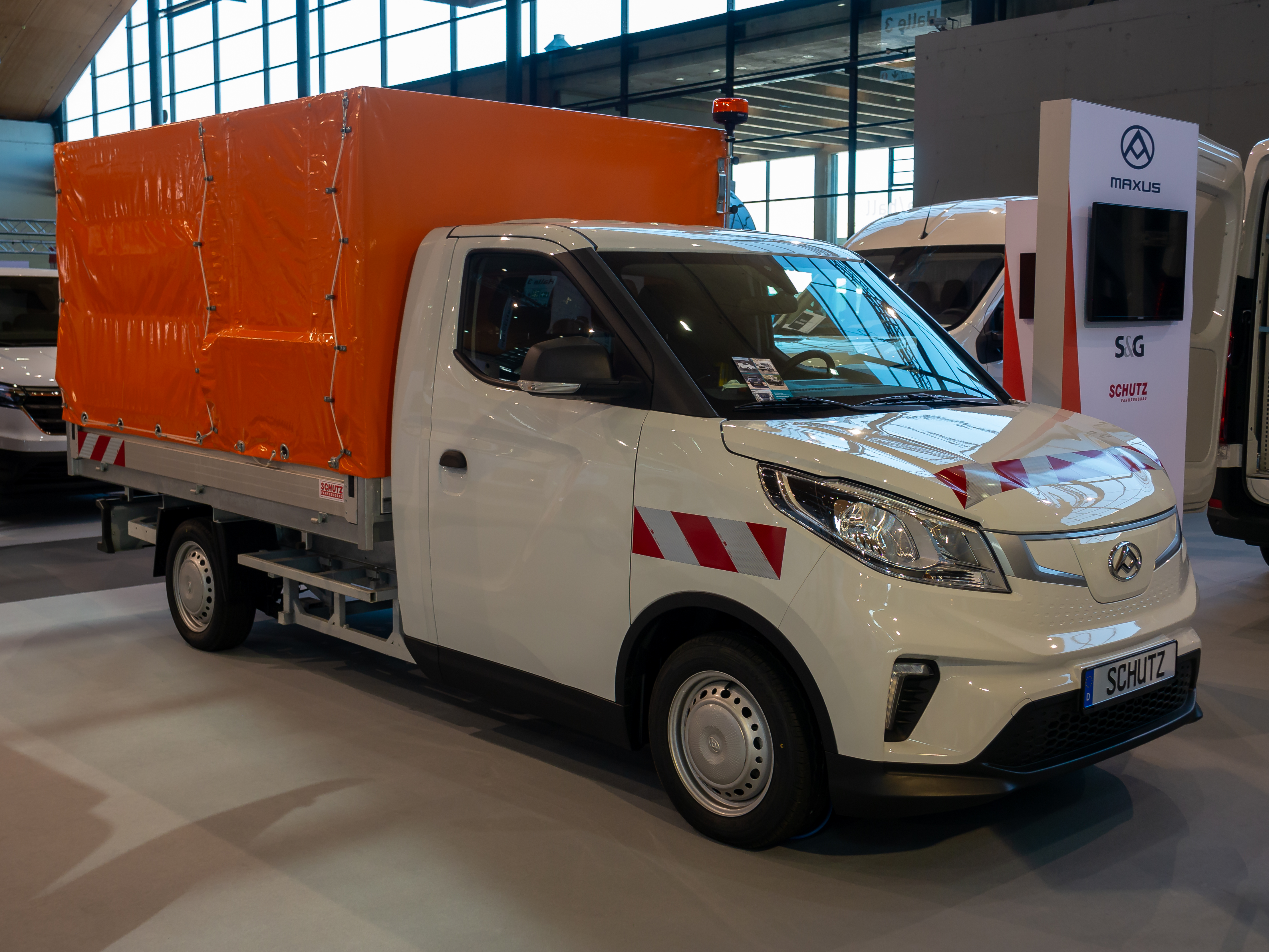
europejski Maxus eDeliver 3 pod zabudowę

Kompaktowy samochód dostawczy EV30 został zbudowany przez chińskiego Maxusa od podstaw jako samochód elektryczny. Samochód przyjął postać 5-drzwiowego furgona z jedną parą obustronnych odsuwanych drzwi, dostępnego z dwoma wariantami rozstawu osi, dającemu nadwoziu pełną długość 4,5 lub 5,1 metra.
W zależności od długości nadwozia, Maxus EV30 umożliwia transport towaru o łącznej masie 865 kilogramów (SWB) lub 1020 kilogramów (LWB). Krótsza odmiana umożliwia transport do 4800 litrów ładunku, z kolei dłuższa - 6300 litrów przy odppwiednio 2,18 metrach i 2,77 metrach długości przedziału towarowego.

### Sprzedaż
Poza rodzimym rynkiem chińskim, Maxus EV30 trafił do sprzedaży także na rynkach anglosaskich w ramach globalnej ekspansji chińskiej firmy. W Wielkiej Brytanii i Irlandii samochód oferowany jest jako Maxus eDeliver 3, z kolei w Australii i Nowej Zelandii zdecydowano się włączyć pojazd do oferty marki LDV jako LDV eDeliver 3.

### Dane techniczne
Układ napędowy Maxusa EV30 tworzy silnik elektryczny o mocy 94 KM i maksymalnym momencie obrotowym 220 Nm, rozwijając maksymalnie 90 km/h i rozpędzając się do 50 km/h w 5 sekund. Dzięki baterii o pojemności 35 kWh elektrycznt furgon umożliwia przejechanie na jednym ładowaniu do 235 kilometrów według metody pomiarowej NEDC.